# 猪俣津南雄
猪俣 津南雄（いのまた つなお、明治22年（1889年）4月23日 - 昭和17年（1942年）1月19日）
戦間期日本の社会主義者。日本共産党創設（1922年）に参加。その後、『労農』同人に加わり、（第二次）共産党との論争で中心的役割を果たすが29年９月に脱退し、独自の立場から戦略論・組織論を展開。日本資本主義論争には参加せず。人民戦線事件（1937年）で逮捕されるまで政治・経済の現状分析や農村踏査に心血を注いだ。

## 生涯
・1889年4月、新潟市の芸者・広木チヨの子として生まれる。父は長岡で油問屋を営む猪俣津平。小学校入学と同時に長岡の猪俣家に引き取られ、しばらくして猪俣姓を名乗る。
・1902年に入学した県立長岡中学校は俳句が盛んなところで、猪俣も「鹿語」（ろくご）の俳号で句作に熱中する。
・1907年、中学卒業と同時に家業が経営破綻し進学を断念。いくつかの職を転々とする。この頃、新潟を訪れた俳人・河東碧梧桐と親交を結び、鹿語は新傾向を代表する一人として評価されるようになる。
・1909年、徴兵により砲兵として入隊。兵役中に早稲田大学の講義録で学び、12年に同大専門部政治経済学科に編入学。13年秋、同大研究科に進み、同時に東京外国語学校専修科（夜間）でドイツ語を学ぶ。郷里の篤志家の支援を受け、当初はドイツ留学が考えられていたが、世界大戦の影響により留学先を変更。
・1915年、米国・ウィスコンシン大学大学院に留学。博士号を取得。博士論文は「農耕の最適集約度に関する典型的諸理論の分析」（「単著」の項参照）。農業経済学のほか制度派経済学やプラグマティズム哲学を学ぶ。ポーランド系移民のベルタ・ゲールと知り合い後に結婚する。18年から19年にかけて1年ほどシカゴ大学に学ぶ。
・1919年秋、ニューヨークに移り、片山潜が主宰する在米日本人社会主義者団に参加。米国共産党員となり、日本における共産党結成に向けた活動に携わる。
・1921年10月に帰国。早稲田大学講師に就任する一方、翌22年7月の日本共産党結成に参加、学生班などを担当するが、23年6月の第一次共産党事件で検挙（早大講師は失職）。
・予審終結後の保釈中に、『金融資本論』（ヒルファーディングの同名著作の要約と加筆）、ヴェブレン『特権階級論』などの翻訳を出版する一方、産業労働調査所で資本部会を担当し、野呂栄太郎らを率いて本格的な日本経済分析に取り組む。
・1927年1月、4ヶ月間の刑期を終えて出獄。入獄中に福本イズムの下で結成された第二次日本共産党には加わらず、労農党に入党。無産政党の組織問題や革命の戦略規定をめぐる共産党指導部との対立が深まるなかで、コミンテルンの「27年テーゼ」の策定に向けて大量の資料をモスクワに送付する一方、独自の戦略規定や「横断左翼論」といわれる組織論を展開。併せて、高橋亀吉の「プチ帝国主義」論を批判した。
・「27年テーゼ」策定以降も共産党の基本方針は変わらず、猪俣は山川均、堺利彦、荒畑寒村らを中心とした雑誌『労農』に創立メンバーとして加わり、共産党との論争において中心的な役割を果たし、無産政党の合同に尽力。28年11月から『労農新聞』を発行し、同年12月に結成された日本大衆党の中央委員に就任した。
・日本大衆党内の清党運動をめぐる対立により29年5月、日本大衆党から黒田寿男、鈴木茂三郎らとともに除名処分を受ける。清党運動や労働組合の再建をめぐる『労農』グループ内の意見対立が表面化し、29年9月、『労農』同人を脱退するとともに、それまでの主要論文をまとめた『現代日本研究』を刊行。
・1930年代に入ると、雑誌『改造』や『中央公論』などに毎号のように健筆を振るい、大ベストセラーとなった『金の経済学』をはじめとする数多くの著書を刊行した。（「単著」の項参照。）
・当時の日本共産党は相次ぐ大弾圧に見舞われていたが、猪俣は共産党系の野呂栄太郎らと論争を展開する一方で党の活動とは関係を持ち続けた。
・労働組合も評議会（日本労働組合評議会）解散（28年）以降、その再建が求められていたが、猪俣は第一次共産党時代から師弟関係にあった高野実（戦後、総評事務局長となる）を通じて間接的に関与し、1933年の反ナチス・ファッショ粉砕同盟の活動にも参加した。高野や加藤勘十が創刊した『労働雑誌』には執筆、資金の両面で協力した。1935年に全評（日本労働組合全国評議会）委員長であった加藤勘十が訪米する際に携行した英文レポート『日本の資本主義と労働者階級』を執筆する一方、労働運動の現状を活写した「統一運動に現れた労働者大衆の生長」（『改造』1936年2月）を執筆する。
・1934年に全国2府16県にわたる農村踏査を行い、その報告を『窮乏の農村』として出版。そこで示された方向は、全農（全国農民組合）の活動方針にも影響を与えた。当時論壇では封建遺制論争が繰り広げられていたが、論争には加わらなかった。
・1937年11月、『改造』に「隣邦支那の前途」を発表。これが最後の公表論文となった。
・1937年12月の人民戦線事件で逮捕され、厳しい取り調べを受け持病の腎臓病が悪化する。かつて『婦人公論』の編集部にいた助手・愛人の大塚倭文子（しずこ）と獄中で結婚。病状悪化で執行停止となり、入院や転地など療養生活を続けるが1942年1月、入院先の東京・赤坂の長谷病院で息を引き取った。

## 思想
●革命戦略の規定
　革命の基本的性格にかかわるいわゆる戦略論争は、一般的には「プロレタリア社会主義革命かブルジョア民主主義革命か」の二者択一とされがちだが、猪俣はまず、ロシア革命を雛型とする発想を「粗雑な歴史的類推」と批判する一方、日本の「特殊性」を（あるモデルとの比較対照ではなく）世界的な帝国主義体系の一環として把握することを主張するとともに、戦略規定は闘争目標だけでなく、連携すべき勢力、中立化すべき勢力を明確化することが重要であると強調した。
　その上で猪俣は、当面する革命が社会主義革命（帝国主義の打倒）であることを前提に、その端緒がブルジョア民主主義革命（政治的自由の獲得や土地問題の解決など）の形態をとるとし、その闘いが、中農や上層小ブルジョアジーとも連携する段階から、貧農や下層小ブルジョアジーとの結合を強化し中間層を中立化する段階へと移行することをもって「プロレタリア革命へ発展・転化する」と規定した。
　猪俣によれば、ブルジョアジーの戦略が中間層の獲得によるプロレタリアートの孤立化にある以上、プロレタリアートの戦略は、中間層との連携→中立化を通じたブルジョアジーの孤立化でなければならないとした。
　さらに、帝国主義打倒という世界革命の視点から、同盟軍として中国の革命運動との連携の必要性を強調した。
●横断左翼論
　上記の戦略は、前衛党の結成だけでも、中間層を含めた無産政党（協同戦線党）の結成だけでも達成できず、「転化」に向けたヘゲモニーが不可欠だったが、当時の日本共産党のセクト主義は政党の解散や分裂などむしろ混乱をもたらしていた。
　そこで、当時の主導的理論であった「協同戦線論」の「山川イズム」と「分離・結合論」の「福本イズム」に対置して猪俣が提起したのが、「統一戦線と前衛結成の交互作用としての横断左翼論」であった。
　これは、左右を問わずあらゆる組織に存在している先進分子が、その組織の枠を超えてヨコに繋がるネットワークを形成し、大衆的な要求実現に向けた独自の役割を発揮し、闘いの最前線に立つことによって、運動全体を押し上げていく—というものであった。
　ここでいう先進分子とは、あくまで現実の運動のなかで果たしている具体的な役割、機能の問題であり、特定の「派」を形成するものではない。猪俣は、意識や理論だけで前衛を気取り、指導しようとするのは「自称前衛」にすぎないとしている。
●革命観と前衛観
　猪俣のこの前衛観は、彼の革命観に根ざしたものでもある。
　猪俣によれば、雇用によって労働の主権を奪われた労働者が反抗するのは本能によるものであり、階級意識も、闘いを通じて生まれる戦友意識だという。そこから「マルクスを知らない」労働者たちの闘いが、社会経済の仕組みの変革へと向かっていくという姿は、前衛党による階級意識の外部注入という構図とは大きく異なる。
　ただし、現実には「日本の労働運動は強力な前衛を持たない」状況であったが、1935年に書かれた文章では、「ついに本当の意味の先進分子が生まれている」と指摘している。彼等は闘いの現場においてだけでなく、生産の現場においても中軸を担う「おっさん」たちであり、イデオロギーや理論だけの先進分子ではなく、労働する大衆の一人として、日常の闘いを幹部から大衆の手に移しつつ、社会的再建の大業を準備し達成しつつある人々である。
　猪俣にとっては、革命というものは、国家権力の奪取、あるいは階級間の移動に収れんされるものではなく、 労働が雇用関係から解き放たれ、生産者たちが利潤目的ではなく、名実ともに「社会的再建」の担い手になっていくことであった。
　また、農業問題の解決の道筋も、資本主義化によるというよりも、むしろ共同体を基礎とした新たな社会の構築が不可欠だとしていた。
●基本的な立ち位置
　戦間期における日本の左翼陣営は、いわゆる講座派－労農派の対立軸をベースに語られることが一般的だが、猪俣の戦略規定や運動＝組織論は、その枠組みでは捉えきれない。
　猪俣は第二次共産党に加わらず『労農』グループの一員となるが、その創刊号に寄せた共産党批判の論文では「同一陣営内の見解の相異として扱っている」としており、猪俣の一連の批判は、党の内部改革を促すという基本姿勢で貫かれている。従って、『労農』グループについても、固定的な「派」として位置づけていたわけではなく、弾圧によって地下に追い込まれた共産党グループに対して会合場所の提供・資金提供などの支援を続けていた。この点、第二次共産党系との一切の関係を絶ったかに見える山川らとは明確な差異が認められる。
●日本資本主義論争批判
　いわゆる日本資本主義論争は、前記の戦略論争と同様、マルクスの経済発展段階説を適用した場合に、日本は封建主義あるいは資本主義のどちらに属するかをめぐるものであった。そこで焦点の一つとなっていた高利地代について、猪俣はすでに、それが（封建的）経済外強制によるものではなく（資本主義的）競争によるものであるとの見解を示しており、封建遺制については、それが物質的基礎をもたず、「制度・イデオロギーとして存在する」としていた。論争は「スコラ的で面白くない」としてこれに参加しなかった。
　猪俣は、両派の見解について、それぞれが一面化し過ぎていると指摘しつつ、講座派の代表格ともいえる山田盛太郎の見解には一定の評価を与えていた。猪俣は「帝国主義の方が重要」と強調する一方で、日本の特殊性を理解する視点としてアジア的生産様式の問題を提起した。
　この時期に猪俣が心血を注いでいたのは、資本主義の現状についての実証的分析であり、各地の窮乏の農村を巡る実地踏査であった。
●コミンテルンとの距離
　在米日本人社会主義者団（＝米国共産党の一部）は日本における共産党結成に向けた活動を進めていたが、21年に猪俣が日本にわたったのは団で独自に判断したことであり、コミンテルンの具体的な指示によるものではなかった。
　猪俣は第二次共産党に加わらなかったにもかかわらず、27年テーゼの策定には、在日ソ連大使館員のカール・ヤンソンを通じて統計資料を提供するなど全面的に協力する一方、テーゼの大要が公表されると、いくつかの問題点を指摘し、前述の革命の「転化」についても独自の解釈を提示した。
　つまり、国際共産主義運動の大本営であったコミンテルンに対し、追随でも反発でもなく、相対的に自立した立場を貫き通したといえる。
　この点は実際の運動面でもいえることで、例えば、猪俣も積極的に関わった極東平和友の会（1933年）による広範な反ファッショ運動の展開は、コミンテルンが1935年に人民戦線戦術へ転換する以前から繰り広げられていたものであった。
●思想形成
　猪俣自身はマルクス主義者を自認しているが、客観的に見ればその枠組みに収まり切るものではなく、それは前述の「革命観」にも見て取れる。
　猪俣の思想形成において特徴的なのは、米国留学期における共産党の活動経験に加えて、制度派経済学およびプラグマティズム哲学との出会いである。とくに、自身が語っているようにジョン・デューイの影響は大きく、猪俣の帝国主義論においても横断左翼論においても「交互作用」が重要なキーワードとなっている。

## 家族
米国滞在中に大学院の同級生として知り合ったベルタ・ゲール（Bertha Gehr）と結婚するが、のちに離婚。ポーランド系と言われる東欧系ユダヤ人の移民であるベルタは共産主義者で、猪俣が米国でマルクス主義に近づき、当地の社会主義者と交流を深めるきっかけを作った。片山潜の助手だった田口運蔵は「猪俣の妻は、ロシア生まれで米国で教育を受け、ニューヨークのロシア移民学校の教師をしていた」としている。1920年代初頭に片山とベルタに遭遇した東欧系ユダヤ人の劇作家ショーレム・アレイヘムは、ベルタをロシアのユダヤ人と記し、見た目がまるで日本人のようで驚いたと書いている。ベルタが片山の秘書としてロシアに渡ったため猪俣とは一度別れたが、その後来日し、猪俣が拘留中の1938年に正式に離婚、帰国費用を含むしかるべき金額を猪俣の支援者から受け取り帰国した。
　ベルタと離婚した翌月、長い間実質的な妻であった『婦人公論』の元編集者・大塚倭文子(1905-1974)と再婚する。倭文子は高瀬真卿と柳橋の芸者の子で、父親が没したため進学を諦めて17歳で中央公論社で働きはじめ、常連執筆者だった猪俣の愛人・助手となり、猪俣没後に猪俣の弟子である高野実と再婚し、高野孟と津村喬（本名・高野威）の兄弟を儲けた。次男の津村はのちに父親と猪俣津南雄研究会を組織した。倭文子の父方叔父に小山松吉、その孫に山下洋輔。

## 著書

### 単著
- 『金融資本論』希望閣、1925年4月。NDLJP:1021068。
  - 『金融資本論』（3版）希望閣、1925年11月。NDLJP:926088。
  - 『金融資本論』（5版）希望閣、1926年5月。NDLJP:2127206 NDLJP:2386220 NDLJP:2389698。
  - 『金融資本論』改造社〈改造文庫 第1部第21篇〉、1929年2月。NDLJP:1464943。
  - 『金融資本論』彰考書院、1948年6月。NDLJP:1273881。
  - 『金融資本論』改造図書出版販売〈改造文庫覆刻版 第1期〉、1977年2月。
- 『現代日本ブルジョアジーの政治的地位』南宋書院、1927年12月。NDLJP:1279271。
- 『日本無産階級運動の批判 コミンタンの批判を読みて』無産社〈無産社パンフレット 16〉、1928年1月。NDLJP:1086407 NDLJP:1439817。
- 『帝国主義研究』改造社、1928年1月。NDLJP:1445470。
- 『現代日本研究 マルクシズムの立場より』改造社、1929年9月。NDLJP:1268722。
- 『日本無産階級の戦略』文藝戦線出版部〈文藝戦線叢書 第6篇〉、1930年5月。NDLJP:1444020。
- 『没落資本主義の「第三期」 日本資本主義は没落しないか？』大衆公論社、1930年9月。NDLJP:1280520。
- 『日本の独占資本主義 特に金融資本の恐慌対策』南北書院、1931年10月。NDLJP:10298518。
- 『恐慌下の日本資本主義』改造社〈経済学全集 第33巻〉、1931年11月。NDLJP:1272271。
- 『ロックフェラー伝』〔筆名＝円城寺哲〕〈改造社偉人伝全集 第10巻〉、1931年12月。
- 『金の経済学』中央公論社、1932年5月。NDLJP:1442418 NDLJP:1710038 NDLJP:1711971 NDLJP:2389819。
  - 『金の経済学』黄土社、1948年6月。
- 『極東に於ける帝国主義』改造社〈経済学全集 第24巻〉、1932年6月。NDLJP:1442435。
- 『インフレーシヨンの基礎理論』改造社、1933年5月。NDLJP:1278797。
- 『貨幣・信用及びインフレーションの理論』改造社〈経済学全集 第51巻〉、1933年10月。NDLJP:1271818。
- 『統制経済批判』改造社〈日本統制経済全集 第9巻〉、1934年1月。NDLJP:1709727 NDLJP:1712162 NDLJP:2388079。
- 『踏査報告 窮乏の農村』改造社、1934年9月。
  - 『踏査報告 窮乏の農村』岩波書店〈岩波文庫〉、1982年6月。ISBN 9784003415016。
- 『軍備・公債・増税 大衆の理解の為めに』改造社、1934年12月。NDLJP:1268650。
- 『日本に於ける農業恐慌と産業組合』学芸社、1935年12月。NDLJP:1280356。
- 『農村問題入門』中央公論社、1937年4月。
  - 『農村問題入門』黄土社、1948年1月。
  - 『農村問題入門』文芸復興社、1948年3月。
- 『貨幣・信用及びインフレーションの理論』同友社、1948年5月。NDLJP:1439340。
- 『日本プロレタリアートの戦略と戦術 雑誌『労農』掲載論文集』猪俣津南雄著作・遺稿刊行会、1973年10月。
- 『横断左翼論と日本人民戦線』而立書房、1974年10月。
- 『農村問題入門 窮乏の農村』農山漁村文化協会〈昭和前期農政経済名著集 1〉、1978年9月。
- 『恐慌下の日本資本主義』大空社〈戦間期日本金融問題資料叢書 第13巻〉、1999年4月。
- An Analysis Of Some Typical Theories Of Proper Intensity Of Culture. Legare Street Press, July, 2023.博士論文が完成後100年を経て刊行された。

### 翻訳
- ジェームス・ハアヴェー・ロビンスン『新思想の普遍化』臥龍閣、1924年10月。NDLJP:913350。
- ソォスタイン・ヴェブレン『特権階級論』新光社、1925年2月。NDLJP:1021566。
- カール・マルクス『経済学批判』新潮社〈マルクス著作集 第1〉、1926年10月。のち改造社版「マルクスエンゲル全集（第７巻）」に編入
- カール・マルクス『剰余価値学説史　第二巻第二部』改造社（マルクスエンゲルス全集（第10巻））のち改訳後「新訳」版刊行、1936年4月。
- マルクス『経済学批判』彰考書院、1946年11月。NDLJP:1061025。
- マルクス『経済学批判』双文社、1952年7月。